# 간세포암
간세포암(Hepatocellular carcinoma, HCC)은 성인에서 가장 흔한 원발성 간암 유형이며 현재 간경변증 환자의 가장 흔한 사망 원인이다. 간세포암은 전 세계적으로 암 관련 사망의 세 번째 주요 원인이다.
간세포암의 발병은 만성 간 손상 및 염증 환경에서 발생하는 섬유증과 간경변에 기인한다. 후자는 만성 바이러스성 간염 감염(B형 또는 C형 간염) 또는 알코올, 아플라톡신 또는 피롤리지딘 알칼로이드와 같은 독소에 대한 노출과 밀접한 관련이 있다. 혈색소 침착증 및 알파 1-항트립신 결핍과 같은 특정 질병은 간세포암 발병 위험을 현저히 높인다. 대사 증후군과 비알코올성 지방간염도 간세포암의 위험 요인으로 점점 더 많이 인식되고 있다.: 870–873 
다른 암과 마찬가지로 간세포암의 치료와 예후는 종양 조직학, 크기, 암이 얼마나 퍼졌는지, 전반적인 건강 상태에 따라 달라진다.
간세포암 발병의 대부분과 치료 후 생존율이 가장 낮은 국가는 아시아와 사하라 사막 이남의 아프리카로, B형 간염 감염이 만연하고 출생 시 감염되는 경우가 많다. 미국과 기타 개발도상국에서는 C형 간염 바이러스 감염의 증가로 인해 간세포암 발생률이 증가하고 있다. 알 수 없는 이유로 남성에서 여성보다 3배 이상 흔하다.: 870–873 

## 징후 및 증상
대부분의 간세포암은 이미 만성 간질환의 징후와 증상이 있는 사람에게서 발생한다. 암 발견 당시에는 증상이 악화되거나 증상이 없을 수도 있다. 간세포암은 복통, 메스꺼움, 구토 또는 피로감과 같은 비특이적 증상을 나타낼 수 있다. 간 질환과 더 밀접한 관련이 있는 증상으로는 황달이라고도 하는 노란 피부, 복강 내 체액으로 인한 복부 부종, 혈액 응고 이상으로 인한 쉽게 멍이 드는 증상, 식욕 부진, 의도하지 않은 체중 감소, 복통, 메스꺼움, 구토 또는 피로감 등이 있다.

## 위험 요소
간세포암은 주로 간경변증 환자에게서 발생하므로 위험 요인에는 일반적으로 간경변증을 유발할 수 있는 만성 간 질환을 유발하는 요인이 포함된다. 하지만 특정 위험 요인은 다른 요인보다 간세포암종과 더 높은 연관성을 보인다. 예를 들어, 과음은 간경변의 60~70%를 유발하는 것으로 추정되지만, 간세포암의 대부분은 바이러스성 간염으로 인한 간경변에서 발생한다. 알려진 위험 요인은 다음과 같다
- 만성 바이러스성 간염(전 세계 80% 사례의 원인으로 추정)
  - 만성 B형 간염(약 50% 사례)
  - 만성 C형 간염(약 25% 사례)[8]
- 독소:
  - 알코올 사용 장애: 간경변의 가장 흔한 원인[7]
  - 아플라톡신
  - 철분 과부하 상태(혈색소 침착증)
  - 피롤리지딘 알칼로이드
- 대사:
  - 비알코올성 지방간염: 최대 20%가 간경변으로 진행될 수 있다.[9]
  - 비알코올성 지방간 질환[10]
  - 제2형 당뇨병(비만이 원인일 수 있음)[11]
- 선천성 장애:
  - 알파 1-항트립신 결핍증
  - 윌슨병(논란의 여지가 있다. 일부에서는 위험성이 증가한다는 이론이 있지만,[12] 사례 연구는 드물고[13] 윌슨병이 실제로 보호 효과가 있을 수 있다는 반대의 의견도 있다.)[14]
  - 혈우병은 통계적으로 간세포암 발생 위험이 높지만,[15] 이는 평생에 걸친 반복적인 수혈과 관련된 만성 바이러스성 간염 감염이 원인이다.[16]

이러한 위험 요인의 중요성은 전 세계적으로 다양하다. 중국 남동부와 같이 B형 간염 감염이 만연한 지역에서는 B형 간염이 주요 원인이다. 미국과 같이 B형 간염 백신 접종으로 대부분 보호받는 인구에서 간세포암은 만성 C형 간염, 비만, 과도한 알코올 사용과 같은 간경변의 원인과 가장 많이 연관되어 있다.
간세포 선종과 같은 특정 양성 간 종양은 때때로 공존하는 악성 간세포암과 연관될 수 있다. 양성 선종과 관련된 악성 종양의 실제 발생률에 대한 증거는 제한적이지만, 간 선종의 크기는 악성 종양의 위험과 일치하는 것으로 간주되므로 더 큰 종양은 수술로 제거할 수 있다. 선종의 특정 아형, 특히 베타 카테닌 활성화 돌연변이가 있는 선종은 특히 간세포암의 위험 증가와 관련이 있다.
만성 간 질환은 어린이와 청소년에게 드물지만 선천성 간 질환은 간세포암종 발병 가능성을 높이는 것과 관련이 있다. 특히 담도 폐쇄증, 영아 담즙 정체, 글리코겐 저장 질환 및 기타 간경변 질환이있는 소아는 어린 시절에 간세포 성 간암이 발생하기 쉽다.
희귀한 섬유라멜라 변종 간세포암에 걸린 젊은 성인에게는 간경변이나 간염과 같은 전형적인 위험 요인이 없을 수 있다.

### 당뇨병
제2형 당뇨병 환자의 간세포암종 위험은 당뇨병 유병 기간과 치료 프로토콜에 따라 비당뇨병 환자의 2.5배 ~ 7.1배에 달한다. 이러한 위험 증가의 원인으로 의심되는 것은 순환 인슐린 농도로, 인슐린 조절이 잘 되지 않거나 인슐린 분비량을 증가시키는 치료를 받는 당뇨병 환자는 순환 인슐린 농도를 낮추는 치료를 받는 당뇨병 환자보다 간세포암 위험이 훨씬 더 높다. 반면, 인슐린 농도가 높아지지 않도록 인슐린을 엄격하게 조절하는 일부 당뇨병 환자는 일반인과 구별할 수 없을 정도로 낮은 위험 수치를 보인다. 따라서 이러한 현상은 제2형 당뇨병에만 국한된 것이 아니며, 대사 증후군(특히 비알코올성 지방간 질환의 증거가 있는 경우)과 같은 다른 질환에서도 인슐린 조절 장애가 발견되고 이 경우에도 위험이 더 크다는 증거가 존재하기 때문이다. 아나볼릭 스테로이드 남용자가 더 위험하다는 주장이 있지만(인슐린 및 IGF 악화로 인한 것으로 추정됨), 확인된 유일한 증거는 아나볼릭 스테로이드 사용자가 양성 간세포 선종이 더 위험한 간세포 암종으로 변할 가능성이 더 높다는 것이다.

## 병인
간세포암은 다른 암과 마찬가지로 후성유전학적 변화와 돌연변이가 세포 기계에 영향을 미쳐 세포가 더 빠른 속도로 복제되거나 세포가 세포 사멸을 피하게 될 때 발생한다.
특히 B형 및 C형 간염의 만성 감염은 신체 자체의 면역 체계가 바이러스에 감염된 간세포를 반복적으로 공격하게 함으로써 간세포암의 발병을 도울 수 있다. 활성화된 면역계 염증 세포는 활성 산소종과 산화질소 반응성 종과 같은 활성 산소를 방출하여 DNA 손상을 일으키고 발암성 유전자 돌연변이를 일으킬 수 있다. 활성 산소종은 또한 DNA 복구 부위에서 후성유전학적 변화를 일으킨다.
이러한 손상과 복구의 지속적인 주기는 복구 과정에서 실수로 이어져 발암으로 이어질 수 있지만, 현재로서는 이 가설이 만성 C형 간염에 더 적용 가능하다. 만성 C형 간염은 간경변 단계를 거쳐 간세포암을 유발한다. 그러나 만성 B형 간염에서는 바이러스 게놈이 감염된 세포에 통합되어 간경변증이 없는 간에서 간세포암이 직접적으로 발생할 수 있다. 또는 다량의 에탄올을 반복적으로 섭취하는 것도 비슷한 효과를 가져올 수 있다. 특정 아스페르길루스 진균의 독소인 아플라톡신은 발암 물질이며 간에 축적되어 간세포암의 발암을 돕는다. 중국과 서아프리카와 같은 환경에서 아플라톡신과 B형 간염의 높은 유병률로 인해 이 지역에서는 간세포암 발병률이 상대적으로 높다. A형 간염과 같은 다른 바이러스성 간염은 만성 감염이 될 가능성이 없으므로 간세포암과 관련이 없다.

## 진단
간세포암 진단 방법은 의료 영상의 발전과 함께 발전해 왔다. 무증상 환자와 간 질환 증상이 있는 환자 모두 혈액 검사와 영상 평가를 통해 평가한다. 과거에는 간세포암 진단을 증명하기 위해 종양 생검이 필요했다. 그러나 영상(특히 MRI) 소견은 조직 병리학적 확인 없이도 충분히 결정적일 수 있다.

### 건강검진
간세포암은 여전히 높은 사망률과 관련이 있는데, 이는 부분적으로는 초기 진단이 일반적으로 질병의 진행 단계에서 발생하기 때문이다. 다른 암과 마찬가지로 간세포암도 질병 진행 초기에 치료를 시작하면 예후가 크게 개선된다. 간세포암의 대부분은 특정 만성 간 질환, 특히 간경변증 환자에게서 발생하기 때문에 이러한 집단에서는 일반적으로 간 검진이 권장된다. 구체적인 검진 지침은 임상적 영향에 대한 증거가 나오면서 시간이 지남에 따라 계속 발전하고 있다. 미국에서 가장 일반적으로 준수되는 가이드라인은 미국 간질환 연구협회(AASLD)에서 발표한 가이드라인으로, 간경변증 환자에게 종양 표지자인 알파태아단백(AFP)의 혈중 농도 측정 여부와 관계없이 6개월마다 초음파 검사를 권장하고 있다. AFP 수치가 높으면 간세포암종 활동과 관련이 있지만, 그 신뢰도는 일관성이 없을 수 있다. 수치가 20을 초과하면 민감도는 41-65%, 특이도는 80-94%이다. 그러나 수치가 200을 초과하면 민감도는 31, 특이도는 99%이다.
초음파에서 간세포암은 종종 뚜렷하지 않은 경계와 거칠고 불규칙한 내부 에코를 가진 작은 저에코 병변으로 나타난다. 종양이 성장하면 섬유화, 지방 변화 및 석회화로 인해 이질적으로 보일 수 있다. 이러한 이질성은 간경변 및 주변 간 실질과 유사하게 보일 수 있다. 체계적 문헌고찰에 따르면 이식 또는 절제된 간을 참조 표준으로 한 병리학적 검사와 비교했을 때 민감도는 60%(95% CI 44-76%), 특이도는 97%(95% CI 95-98%)로 나타났다. AFP 상관관계가 있는 경우 민감도는 79%로 증가한다.
가장 효과적인 선별 검사 프로토콜에 대한 논란은 여전히 남아 있다. 예를 들어, 일부 데이터는 B형 간염 감염자 선별 검사와 관련된 사망률 감소를 뒷받침하지만, AASLD는 "만성 C형 간염 또는 지방간 질환에 이차적으로 간경변증이 있는 서양인 인구에 대한 무작위 임상시험이 없기 때문에 이러한 간경변증 환자 집단에서 선별 검사가 실제로 사망률 감소로 이어지는지에 대해서는 논란이 있다."라고 지적한다.

### 고위험군
간세포암이 의심되는 사람(예: 알파태아단백 및 데감마카복시프로트롬빈 수치)의 경우, 증상이 있거나 혈액 검사에서 비정상적인 수치가 있는 경우 평가 시 CT 또는 MRI 스캔으로 간 영상을 촬영해야 한다. 이러한 스캔은 해석하는 방사선 전문의가 간 병변을 더 잘 감지하고 정확하게 분류할 수 있도록 간 관류의 여러 단계에서 정맥 조영제를 사용하여 수행하는 것이 최선이다. 간세포암 종양의 특징적인 혈류 패턴으로 인해, 검출된 간 병변의 특정 관류 패턴이 간세포암 종양을 결정적으로 검출할 수 있다. 또는 스캔에서 불확실한 병변을 감지하고 병변의 물리적 샘플을 확보하여 추가 평가를 수행 할 수 있다..

### 이미징

간세포암의 삼상 조영제 CT.

간세포 암종에 대한 간을 평가하기 위해 초음파, CT 스캔 및 MRI를 사용할 수 있다. CT와 MRI에서 간세포암은 세 가지 뚜렷한 성장 패턴을 보일 수 있다
- 하나의 큰 종양

- 다발성 종양
- 침윤성 성장 패턴을 가진 잘 정의되지 않은 종양

CT 진단에 대한 체계적 문헌고찰에 따르면 간을 적출하거나 절제한 간을 참조 표준으로 한 병리 검사와 비교했을 때 민감도는 68%(95% CI 55-80%), 특이도는 93%(95% CI 89-96%)로 나타났다. 삼상 나선형 CT의 경우 민감도는 90% 이상이었지만 부검 연구에서는 이러한 데이터가 확인되지 않았다.
그러나 MRI는 전리방사선 없이 간을 고해상도 이미지로 촬영할 수 있다는 장점이 있다. 간세포암은 T2 강조 영상에서는 고강도 패턴으로, T1 강조 영상에서는 저강도 패턴으로 나타난다. MRI의 장점은 간세포암과 재생 결절을 구별하기 어려운 간경변 환자에서 초음파 및 CT에 비해 민감도와 특이도가 향상되었다는 점이다. 체계적 문헌고찰에 따르면 간을 적출하거나 절제한 간을 참조 표준으로 한 병리학적 검사와 비교했을 때 민감도는 81%(95% CI 70-91%), 특이도는 85%(95% CI 77-93%)로 나타났다. 가돌리늄 조영 증강 영상과 확산 가중 영상을 결합하면 민감도가 더욱 높아진다.
MRI는 CT보다 더 민감하고 특이적이다.
간 영상 보고 및 데이터 시스템(LI-RADS)은 CT 및 MRI에서 발견된 간 병변을 보고하기 위한 분류 시스템이다. 영상의학과 전문의는 이 표준화된 시스템을 사용하여 의심스러운 병변을 보고하고 악성 가능성을 추정한다. 카테고리는 암에 대한 우려 순서대로 LI-RADS (LR) 1에서 5까지이다. 특정 영상 기준이 충족되는 경우 간세포암 진단을 확인하기 위해 조직검사를 할 필요는 없다.

### 병리학

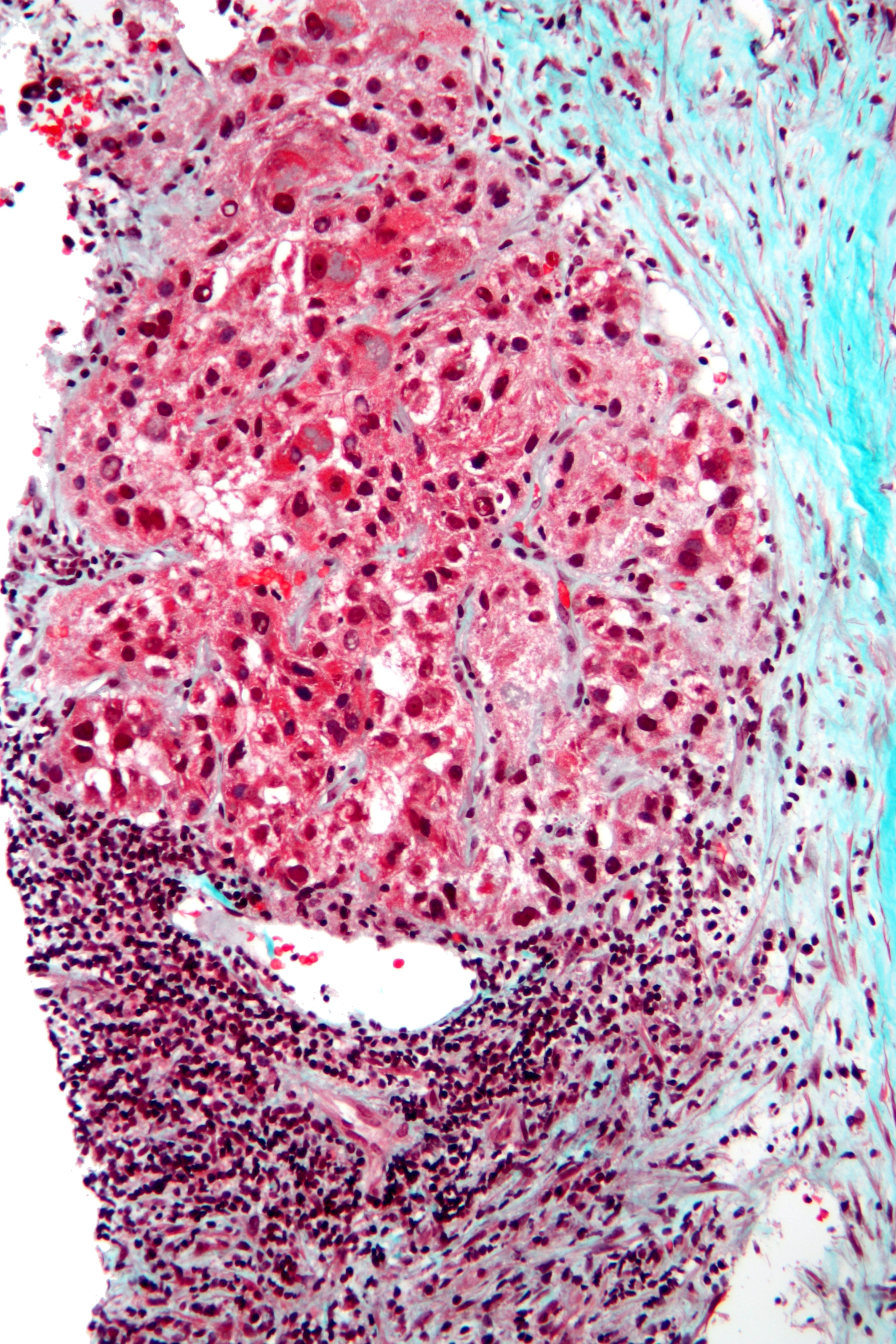
간세포 암종의 현미경 사진. 간 생검. 삼색 염색.

Macroscopically, liver cancer appears as a nodular or infiltrative tumor. The nodular type may be solitary (large mass) or multiple (when developed as a complication of cirrhosis). Tumor nodules are round to oval, gray or green (if the tumor produces bile), well circumscribed but not encapsulated. The diffuse type is poorly circumscribed and infiltrates the portal veins, or the hepatic veins (rarely).
Microscopically, the four architectural and cytological types (patterns) of hepatocellular carcinoma are: fibrolamellar, pseudoglandular (adenoid), pleomorphic (giant cell), and clear cell. In well-differentiated forms, tumor cells resemble hepatocytes, form trabeculae, cords, and nests, and may contain bile pigment in the cytoplasm. In poorly differentiated forms, malignant epithelial cells are discohesive, pleomorphic, anaplastic, and giant. The tumor has a scant stroma and central necrosis because of the poor vascularization. A fifth form – lymphoepithelioma like hepatocellular carcinoma – has also been described.
거시적으로 간암은 결절성 또는 침윤성 종양으로 나타난다. 결절형은 단일(큰 덩어리) 또는 다발성(간경변의 합병증으로 발생하는 경우)일 수 있다. 종양 결절은 원형에서 타원형, 회색 또는 녹색(종양이 담즙을 생성하는 경우)이며, 외피는 잘 둘러싸여 있지만 캡슐화되어 있지는 않다. 미만성 유형은 외곽이 잘 둘러싸여 있지 않고 문맥 또는 간정맥에 침투한다 (드물게).

현미경으로 볼 때 간세포암의 네 가지 구조적 및 세포학적 유형(패턴)은 섬유라멜라형, 선상(아데노이드), 다형성(거대세포), 투명세포이다. 잘 분화된 형태의 종양 세포는 간세포와 유사하며 섬유질, 끈, 둥지를 형성하고 세포질에 담즙 색소를 포함할 수 있다. 잘 분화되지 않은 형태의 악성 상피 세포는 원반형, 다형성, 역형성, 거대 세포이다. 종양은 혈관이 잘 형성되지 않아 기질이 부족하고 중심이 괴사한다. 간세포암과 같은 다섯 번째 형태인 림프상피종도 설명되어 있다.

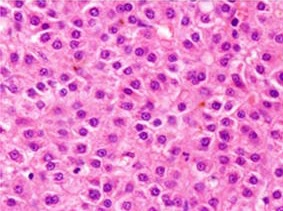
잘 분화된 간세포암종
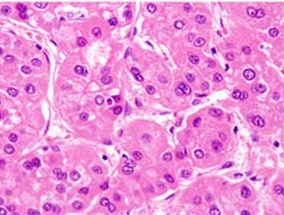
중간 정도의 분화 간세포암.
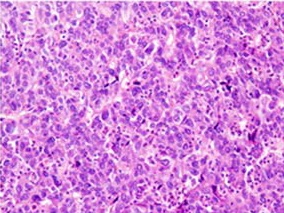
제대로 분화되지 않은 간세포암

### 병기
BCLC 스테이징 시스템
간세포암의 예후는 종양의 병기와 간경변의 영향으로 인한 간 기능에 의해 영향을 받는다.
간세포암의 병기 분류는 여러 가지가 있다. 그러나 간세포암종 분류에 영향을 미치는 모든 특징을 완전히 포괄하는 암종의 고유한 특성으로 인해 분류 시스템에는 종양의 크기와 수, 혈관 침범 및 간외 전이 유무, 간 기능(혈청 빌리루빈 및 알부민 수치, 복수 유무, 문맥 고혈압), 환자의 전반적인 건강 상태(ECOG 분류 및 증상 유무에 따라 정의됨)가 포함되어야 한다.
사용 가능한 모든 병기 분류 시스템 중에서 바르셀로나 클리닉 간암 병기 분류는 위의 모든 특성을 포괄한다. 이 병기 분류는 치료 대상자를 선택하는 데 사용할 수 있다.
| 병기         | 설명                    | Child-Pugh 분류 | ECOG performance status |
| ------------ | ----------------------- | --------------- | ----------------------- |
| 0(초기 단계) | 단일 결절, 3cm 미만     | A               | 0                       |
| A(초기 단계) | 1-3 결절, 모두 3cm 미만 | A or B          | 0                       |
| B(중간 단계) | 다발성 결절성 종양      | A or B          | 0                       |
| C(고급 단계) | 문맥 침범 및 간외 확산  | A or B          | 1 or 2                  |
| D(최종 단계) | 심각한 간 손상          | C               | 3 or 4                  |

치료의 가이드라인으로 사용되는 중요한 특징은 다음과 같다.
- 크기
- 스프레드(병기)
- 간 혈관의 침범
- 종양 캡슐의 존재
- 간외 전이의 존재
- 딸 결절의 존재
- 종양의 혈관생성

MRI는 종양 캡슐의 존재를 감지하는 데 가장 적합한 영상 촬영 방법이다.
가장 흔한 전이 부위는 폐, 복부 림프절, 뼈이다.

## 예방
B형 및 C형 간염은 간세포암의 주요 원인 중 하나이므로 간세포암을 예방하기 위해서는 감염을 예방하는 것이 중요하다. 따라서 어린 시절 B형 간염 예방 접종을 받으면 향후 간암 위험을 줄일 수 있다. 간경변 환자의 경우 알코올 섭취를 피해야한다. 또한 일부 환자에게는 혈색소 침착증 선별 검사가 도움이 될 수 있다. 만성 간 질환이있는 사람들에게 간세포 암종 선별 검사가 결과를 개선하는지 여부는 불분명하다.

## 같이 보기
- 종양바이러스
- 문맥고혈압